# Ghiacciaio New
Il ghiacciaio New è un piccolo ghiacciaio lungo circa 5 km situato all'estremità nord-orientale della dorsale Gonville and Caius, nella regione centro-occidentale della Dipendenza di Ross, in Antartide. Il ghiacciaio, il cui punto più alto si trova a circa 400 m s.l.m., fluisce verso est-nord-est a partire da un altopiano ghiacciato situato sul lato meridionale del ghiacciaio Mackay fino a entrare nell'estremità sud-occidentale della baia Granite Harbour, poco a nord del monte England. Prima di entrare nella baia il flusso del ghiacciaio New è arricchito da quello delle cascate di ghiaccio Minnehaha.

## Storia
Il ghiacciaio New è stato mappato e così battezzato da Thomas Griffith Taylor, capo geologo della squadra occidentale della spedizione Terra Nova, condotta dal 1910 al 1913 e comandata dal capitano Robert Falcon Scott, per il fatto che, aggirando una scogliera, egli si trovò davanti il ghiacciaio laddove nessuno si aspettava che ce ne sarebbe stato uno (in inglese "New" significa "Nuovo").

## Mappe

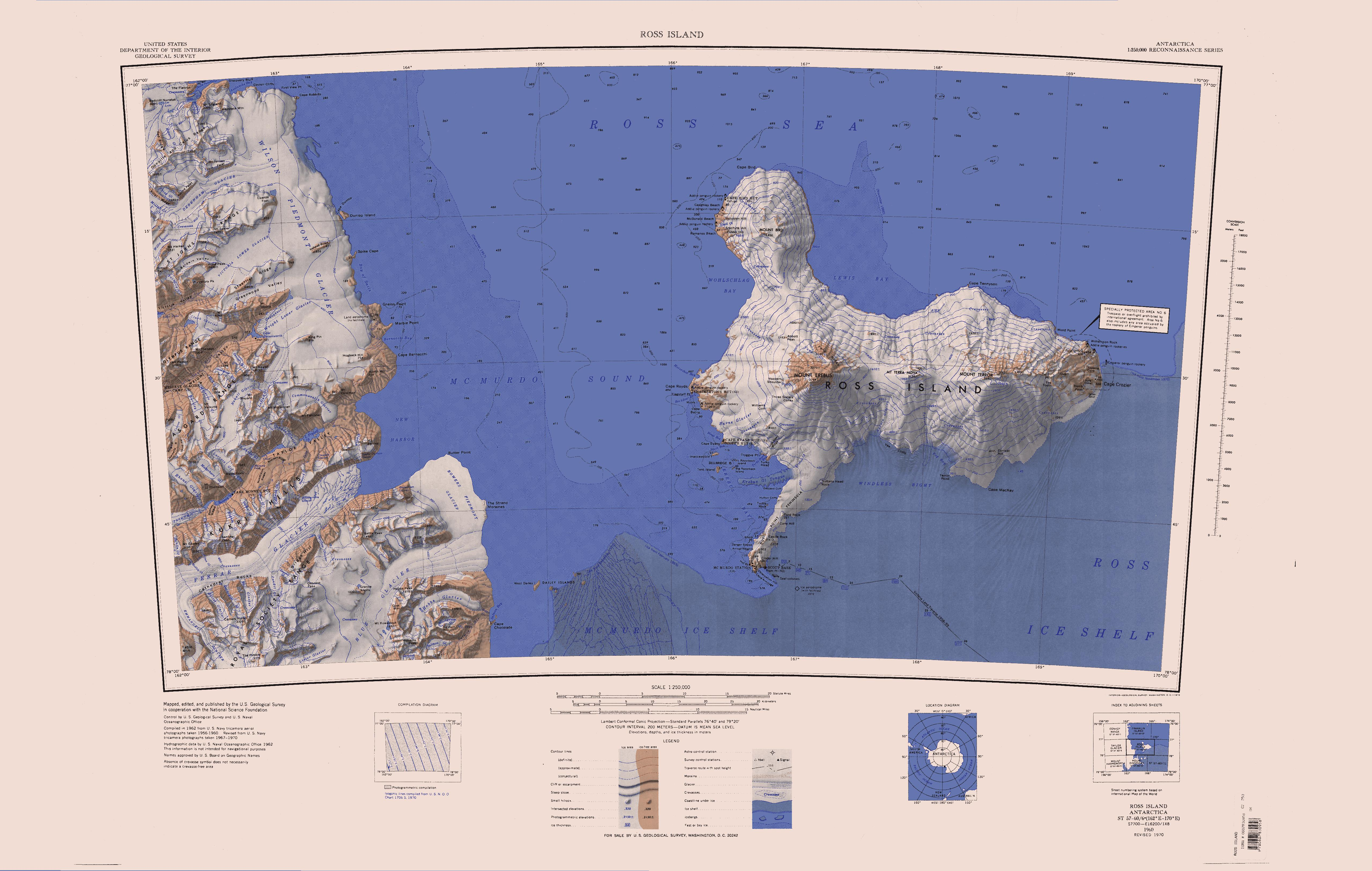
Nella parte nord-occidentale di questa mappa in scala 1:250 000 realizzata dallo USGS è possibile vedere il flusso del ghiacciaio New.